# Лучито
Лучѝто (на италиански: Lucito) е село и община в Централна Италия, провинция Кампобасо, регион Молизе. Разположено е на 480 m надморска височина. Населението на общината е 763 души (към 2010 г.).